# Jeremy Toljan
Jeremy Toljan (n. 8 august 1994, Stuttgart, Germania) este un fotbalist german și american liber de contract, care joacă pe post de fundaș sau fundaș lateral. Pe plan internațional, are prezențe la națională pentru Germania U20⁠(d), Germania U17⁠(d) și Germania U19⁠(d). A participat la o ediție a Jocurilor Olimpice (2016) în care a câștigat o medalie de argint.

## Participări
Lista de mai jos prezintă principalele competiții la care a participat Jeremy Toljan de-a lungul carierei.
- Jocurile Olimpice de vară din 2016[4]